# Chaetocnema malayana
Chaetocnema malayana (лат.) — вид жуков-листоедов (Chrysomelidae) рода Chaetocnema трибы земляные блошки из подсемейства козявок (Galerucinae). Палеарктика и Юго-Восточная Азия: Вьетнам, Китай, Малайзия, Мьянма, Таиланд.

## Описание
Длина 2,20—2,55 мм, ширина 1,10—1,30 мм. Соотношение максимальной ширины обоих надкрылий к максимальной ширине пронотума 1,15—1,25.
Переднеспинка и надкрылья: от зелёного до бронзоватого блеска. Ноги и усики в основном желтовато-коричневые (1-4 антенномеры жёлтые). Голова гипогнатная (ротовые органы направлены вниз). От других видов рода (Chaetocnema concinnipennis) отличается формой тела, пунктировкой надкрылий и строением гениталий самцов. Фронтолатеральная борозда отсутствует.
Средние и задние голени с выемкой на наружной стороне перед вершиной. Лобные бугорки не развиты. Переднеспинка без базальной бороздки. Вид был впервые описан в 1877 году британским энтомологом Джозефом Бейли (Joseph Sugar Baly, 1816—1890) по материалам из Малайзии. Валидный статус был подтверждён в 2011 году в ходе ревизии палеарктической фауны рода Chaetocnema, которую провели энтомологи Александр Константинов (Systematic Entomology Laboratory, USDA, c/o Smithsonian Institution, National Museum of Natural History, Вашингтон, США), Андрес Баселга (Andrés Baselga; Departamento de Zoología, Facultad de Biología, Universidad de Santiago de Compostela, Santiago de Compostela, Испания), Василий Гребенников (Ottawa Plant Laboratory, Canadian Food Inspection Agency, Оттава, Канада) с соавторами (Jens Prena, Steven W. Lingafelter).